# Рікія Іїмура
Рікія Іїмура (яп. 飯村 理貴也, Rikiya Iimura) — японський майстер карате стилю шотокан, багаторазовий призер національних і міжнародних змагань з куміте, інструктор Японської асоціації карате (JKA). 

## Біографія
Rikiya Iimura народився в префектурі Ібаракі, Японія. Він навчався в Таішо-даїґаку (Taisho University), поєднуючи університетську освіту з інтенсивними тренуваннями з карате.

## Кар'єра

### Інструкторська діяльність
У 2012 році Iimura закінчив спеціальну інструкторську програму JKA (Kenshusei) у головному доаджо в Токіо. Наразі він працює сенсеєм у головному доаджо Японської асоціації карате (JKA) і проводить семінари у Японії та за кордоном.

### Змагальна кар’єра
Rikiya Iimura здобув звання чемпіона світу JKA з куміте на **12-му Funakoshi Gichin Cup** у Паттаї (Таїланд, 2011), посівши 1-ше місце. На **54-му чемпіонаті Японії JKA** (2011) він виборов бронзу у куміте.

## Стиль і техніка
Iimura відомий надзвичайною швидкістю, точністю ударів та тактичним підходом до куміте. Він поєднує класичні прийоми шотокану з сучасними тренувальними методиками, розвиненими під керівництвом Масаякі Уекі.

## Досягнення
- **2011** — Чемпіон 12-го Funakoshi Gichin Cup (куміте).[6]
- **2011** — 3-тє місце, 54-й All Japan Karate Championship JKA (куміте).[2]